# Samuel Koryciński
Samuel Koryciński z Pilczy na Szczekocinach herbu Topór (zm. przed 31 października 1672 roku) – podczaszy krakowski od 1648 roku.
Poseł sejmiku proszowickiego na sejm nadzwyczajny 1652 roku.